# Kenyatta University
Die Kenyatta University, etwa 23 Kilometer von Nairobi entfernt, ist nach der University of Nairobi die zweitgrößte Universität in Kenia.

## Geschichte
Die Gründung der Universität geht auf das Jahr 1965 zurück, als die britische Regierung die sogenannten Templer Barracks übergab. In diesen Gebäuden wurde zunächst das Kenyatta College eingerichtet, welches auf Lehrerausbildung spezialisiert war. Ab 1970 war die Schule Teil der University of Nairobi und im Jahr 1972 wurden erstmals 200 Bachelorstudenten immatrikuliert. Am 23. August 1985 wurde die Universität eigenständig und nahm den heutigen Namen Kenyatta University an. Bis zur Erlangung der Eigenständigkeit im Jahr 1988 war das Jomo Kenyatta College of Agriculture and Technology (JKUAT) Teil der Universität.

## Fakultäten
- Geistes- und Sozialwissenschaften
- Naturwissenschaften und angewandte Wissenschaften
- Pädagogik
- Umwelt- und Humanwissenschaften
- Wirtschaftswissenschaften
- Graduiertenfakultät